# Pang! 3
Pour les articles homonymes, voir Pang (homonymie).
Pang! 3, appelé Pang! 3: Kaitō Tachi no Karei na Gogo au Japon et Buster Buddies en Amérique du Nord, est un jeu vidéo d’action-réflexion développé et commercialisé par Mitchell Corporation, sorti en 1995 sur borne d’arcade. C’est le 3e volet de la série Pang. Le jeu a également été porté sur plate-forme Sony,.

## Système de jeu
Le jeu reprend en grande partie le gameplay de l’épisode original Pang sorti en 1989. Le joueur dirige un personnage qui peut se déplacer à droite ou à gauche (et monter aux échelles dans certains niveaux), et tirer un grappin vers le haut. Des boules rebondissent et lorsque le joueur tire sur l’une d’entre elles, elle se divise en deux boules, qui elles-mêmes se diviseront… Plus les boules sont divisées (et donc petites) et moins elles rebondissent haut : le joueur devra donc s’adapter aux timings correspondants aux diverses tailles de boules à l’écran. Le joueur doit éviter le contact avec les boules sous peine de perdre une vie.

### Ajouts propres à cette version
Quatre personnages sont disponibles :
- DonTacos : Un mexicain qui possède le double grappin en natif.
- PinkLeopard : Une panthère rose insensible à la glace, aux ennemis et à la dynamite.
- CaptainHog : Un pirate qui possède un double grappin qui s’accroche au plafond, ces deux grappins sont lancés en même temps.
- ShielaTheThief : Une voleuse qui possède deux grappins, mais qui partent avec un angle de 45°, ce qui change la façon de jouer.

Ils peuvent être inter-changés à chaque crédit. Certains personnages étant plus adapté à un niveau que d’autres.
Décor :
- Apparition de télé-porteurs
- Les arrières plans sont pour la plupart des tableaux de peintures connues, comme La Joconde par exemple.
- Des chiens peuvent vous suivre et crever une bulle quand ils en reçoivent une dessus.
- Des bulles « Bombes » qui quand elles sont touchés explosent, puis 2 autres explosions (à gauche et à droite) suivent. Ces explosions détruisent les bulles.
- Des blocs spéciaux qui se détruisent en chaînes (chaque mini-bloc détruit son voisin et ainsi de suite).

## Portages
Pang! 3 est également disponible sur PlayStation dans la compilation Super Pang Collection sortie en 1997 et sur PlayStation Portable dans la compilation Capcom Puzzle World commercialisée en 2006.